# Yettel Srbija

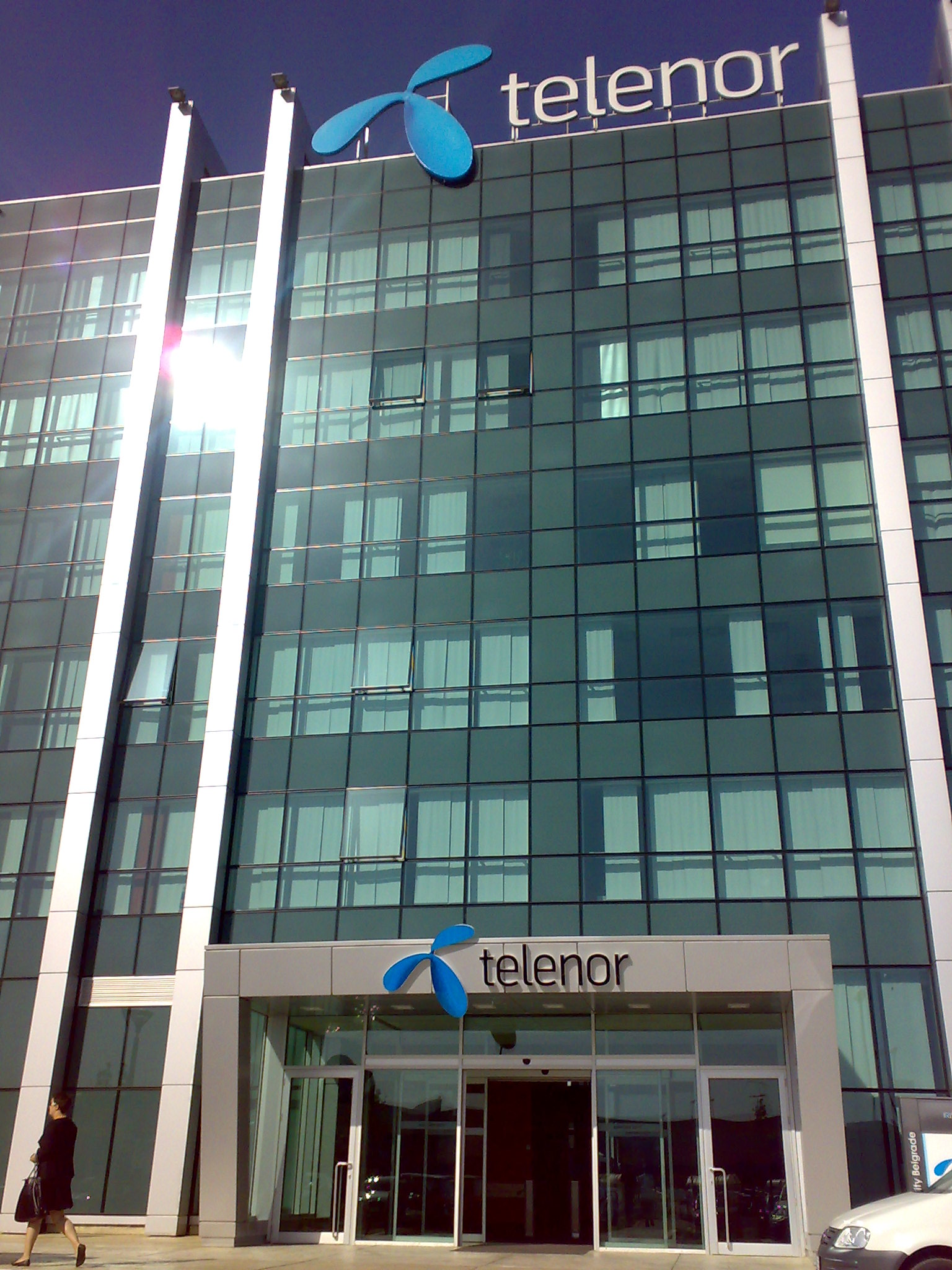
Le siège de Telenor Srbija dans le quartier d'Airport City, Novi Beograd

Telenor Srbija (en serbe cyrillique : Теленор Србија) est une entreprise de télécommunication de Serbie spécialisée dans la téléphonie mobile. Elle a son siège social à Belgrade, la capitale du pays. Telenor Srbija est une filiale de la société norvégienne Telenor.

## Histoire
Telenor Srbija a été créé en 1994 sous le nom de Mobtel. Il s'agissait d'une entreprise commune réunissant la société BK Trade, basée à Moscou (51 % du capital) et l'entreprise publique serbe PTT Srbija, basée à Belgrade (49 % du capital).
Le premier réseau NMT fut lancé le 31 décembre 1994. Le signal analogique couvrait les principales zones urbaines ainsi que les autoroutes (60 % du territoire serbe habité et 12 % du territoire total). Le code MSISDN du réseau était 061 (international : +381 61). Ce réseau n'est plus utilisé aujourd'hui.
Le réseau GSM fut mis en place en 1996.
En 2005, BK Trade vendit ses parts à un consortium d'investisseurs autrichiens (par l'intermédiaire de la Holdenhurst Holding dirigée par Martin Schlaff). La compagnie fut alors renommée Mobi 063. Elle a été achetée par Telenor le 31 juillet 2006 pour 1,513 milliard d'euros.

## Informations sur le réseau
Telenor Serbija a obtenu les licences GSM et UMTS/IMT-2000 pour une durée de 10 ans à compter du 31 août 2006.
Le signal GMS de Telenor Serbija GSM couvre 95 % des zones habitées de Serbie, soit 90 % du territoire national. La société compte plus de 900 BTS qui couvrent les zones urbaines et périurbaines, les routes principales et les centres touristiques. Elle compte ainsi plus de 2,7 millions de clients. Le code IMSI du réseau Telenor est le 220-01 et les codes MSISDN sont le 063 (international : +381 63) et le 062 (international: +381 62).

## Technologie
Le GSM de Telenor Serbija utilise le GSM 900/1800, le GPRS, le EDGE et les technologies 3G (UMTS).

## Téléphonie fixe
En 2010, Ratel a délivré à Telenor la deuxième licence pour la téléphonie fixe, ce qui a officiellement aboli le monopole de Telekom Serbia dans ce domaine. Telenor a été obligé de commencer à fournir des services de téléphonie fixe. Cependant, à partir de 2019, Telenor Serbie fournit des services de téléphonie fixe uniquement aux entreprises et non aux particuliers.

## Profit net
En 2006, Telenor Srbija se trouvait à la 7e place dans la liste des 100 entreprises les plus rentables de Serbie, avec un profit net de 18 millions d'euros.